# 百喩経
『百喩経』（ひゃくゆきょう、ウパマー・シャタカシュートラ）は、古代インドの寓話を収めた仏典。全名は『百句譬喩集経』（ひゃっくひゆしゅうきょう）。

## 成立
5世紀インド中部のシュラマナであったサンガセーナ（僧伽斯那）が経蔵から比喩譚などの説話を抜き出してまとめたものとされ、その弟子のグナヴリッディ（求那毘地）が南朝斉に渡り、永明10年（492年）にサンスクリットから漢訳した。その文体にはサンスクリットからの訳語と当時の六朝文化で見られた駢文が入り混じっている。一般にはあまり広まらず、僧侶と一部の文人の間で読まれた。
巻末には「尊者僧伽斯那造作癡花鬘竟」と題記されており、「癡花鬘」とは愚かな人間たちを取り上げた出来事（愚人譚）を記した短い話を小さな花とみなし、その花々が折り重なって花環のような集大成になったことを意味している。全98編で構成されているが、緖言と巻末の偈文を含めれば全100編になるとしている。まず短い「寓話（喩）」を示し、そこから導かれる「訓話（法）」で締めくくる二段構成から成るその内容は面白おかしいものが多く、諷刺に富んだ筆致で描かれた作中の対象は生き生きとしている。「愚人塩食喩」や「三重楼喩」などで知られる。
1914年（民国3年）、『百喩経』を高く評価していた魯迅が南京金陵経処に銀貨60元を寄付して友人向けに自ら校勘した『百喩経』100本の刻印を依頼し、1926年（民国15年）に資金を出して王品青校訂による北新書局版『百喩経』の出版を後援し、「痴華鬘」題記を書いた。
日本には『大蔵経』の一部として早くに渡来し、『大正新脩大蔵経』では本縁部に収められている。また古典落語「松山鏡」に影響を与えている。

## 参考資料
- ひろさちや『仏教法話大事典』鈴木出版、2004年4月30日。ISBN 978-4790211099。
- 黄華珍「寓話の魅力を論ず―『荘子』・『百喩経』・『イソップ物語』の寓話を例として―」『岐阜聖徳学園大学紀要〈外国語学部編〉』第53巻、岐阜聖徳学園大学、2007年、41-57頁。
- 孫伯醇「“百喩經”における「於」「餘」「他」のつかいかた」『中国語学』第1961巻第112号、日本中国語学会、1961年8月15日、3-4,14、doi:10.7131/chuugokugogaku.1961.112_3。
- 周柔含「譬喩者についての一考察」『印度學佛教學研究』第55巻第1号、日本印度学仏教学会、2006年12月20日、391-395頁、doi:10.4259/ibk.55.395。
- 志賀正年「魯迅と民間文芸(下四)」『天理大学学報』第13巻第3号、天理大学出版部、1962年3月30日、16-32頁、ISSN 03874311。